# Myctophum indicum
Myctophum indicum är en fiskart som först beskrevs av Day, 1877.  Myctophum indicum ingår i släktet Myctophum och familjen prickfiskar. Inga underarter finns listade i Catalogue of Life.